# Tấn công tình dục
Tấn công tình dục là một hành động trong đó một người đụng chạm mang tính tình dục tới người khác mà không có sự đồng ý của người đó, hoặc ép buộc tinh thần hoặc dùng sức mạnh ép một người tham gia vào một hành vi tình dục trái ngược với nguyện vọng của người đó. Nó là một dạng bạo lực tình dục bao gồm hiếp dâm (cưỡng bức thực hiện quan hệ tình dục qua âm đạo, hậu môn hoặc bằng miệng hoặc tấn công tình dục với sử dụng thuốc kích thích), sờ nắn các bộ phận kích dục, lạm dụng tình dục trẻ em hoặc tra tấn một người với các yếu tố tình dục.